# Катастрофа Ту-104 в Одессе
Катастрофа Ту-104 в Одессе — авиационная катастрофа, произошедшая 10 июля 1961 года в Одессе. Авиалайнер Ту-104Б Ленинградского ОАО авиакомпании «Аэрофлот» выполнял плановый внутренний рейс SU-381 по маршруту Ленинград — Одесса, но при посадке в Одесском аэропорту лайнер попал в грозовой очаг, после чего врезался в ОВИ и БПРМ, после чего загорелся. Погиб 1 человек (штурман) на борту самолёта из 94 — 85 пассажиров и 9 членов экипажа, ещё 10 получили ранения.

## Самолёт
Ту-104Б с бортовым номером 42447 (заводской — 921004, серийный — 10-04) был выпущен Казанским авиазаводом 30 октября 1959 года, а к 2 декабря был передан Главному управлению гражданского воздушного флота, которое направило его в 205-й (Ленинградский) авиаотряд Северного территориального управления гражданского воздушного флота. Салон авиалайнера имел пассажировместимость на 100 мест. На момент катастрофы самолёт имел 1475 часов налёта и 1080 посадок.

## Экипаж
Самолётом управлял экипаж из 205-го (Ленинградского) лётного отряда, состоящий из:
Командир воздушного судна (КВС) — Климентий Иванович Срулик
Второй пилот — Анатолий Васильевич Ушинский
Штурман — Владимир Васильевич Тимошин
Штурман-стажёр — Василий Иванович Бахмут
Бортмеханик — Павел Александрович Батыгин
Бортрадист — Валентин Константинович Зорин
В салоне самолёта пассажиров обслуживали трое бортпроводников:
Инга Ивановна Марченко
Вера Михаиловна Евстигнеева
Любовь Яковлевна Кошина

## Хронология событий
10 июля 1961 года Ту-104Б борт СССР-42447 выполнял рейс из Ленинграда в Одессу. После вылета из Ленинградского аэропорта и набора высоты самолёт занял эшелон 8000 метров. На его борту находились 85 пассажиров и 9 членов экипажа.
В 09:59 Ту-104 прошёл Киев, а в 10:17 — Первомайск, после чего начал снижаться. Согласно имеющемуся у экипажа прогнозу, в Одессе ожидались отдельные кучево-дождевые облака (2—5 баллов) высотой 1000—1500 метров, видимость 4—10 километров. Однако в реальности на момент прохода самолётом Первомайска небо над Одесским аэропортом было затянуто мощными кучево-дождевыми облаками высотой 1000 метров, видимость достигала 10 километров, дул слабый юго-западный ветер и приближалась гроза. В 10:26 на высоте 2000 метров экипаж вышел на ОПРС Сталино и вошёл в воздушное пространство Одесского аэропорта. Экипаж перешёл на связь с командно-диспетчерским пунктом (КДП), и диспетчер дал указание снижаться до высоты 400 метров и выполнять заход на посадку с прямой по магнитному курсу 162°. Также он передал условия посадки: давление 752,1 мм рт. ст., ветер 240° (юго-западный) 5 м/с, с юго-запада приближается гроза и ветер вскоре поменяет направление. В связи с изменением погоды, руководитель полётов принял решение, что посадка в аэропорту будет осуществляться не с севера, а с юга по курсу 342°, а заход на посадку будет выполняться по правому кругу. Об этих изменениях экипаж был предупреждён.
Когда Ту-104 проходил траверз ДПРМ, то диспетчер КДП сообщил экипажу, что в районе аэропорта гроза и дует северный свежий ветер (360° 5 м/с). Далее экипаж перешёл на связь с диспетчером старта. Авиалайнер выполнил визуально третий и четвёртый развороты и вышел на предпосадочную прямую. При этом экипаж видел полосу, а их полёт теперь контролировал диспетчер посадочного радиолокатора ПРЛ-5. В глиссаду самолёт вошёл точно по курсу и на заданной высоте. Диспетчер ПРЛ-5 сообщил экипажу: «Удаление 3 километра, курс и глиссада хорошо», после чего связь с бортом прекратилась.
На участке между ДПРМ и БПРМ небо было покрыто грозовыми тучами высотой 800—1000 метров, видимость колебалась от 3 до 6 километров и шёл ливневый дождь. Влетев в эту грозу, Ту-104 попал в нисходящий воздушный поток и стал терять высоту. Командир попытался замедлить это падение, но его действия уменьшили только поступательную скорость, что ещё больше увеличило вертикальную. Второй пилот видел, что падает поступательная скорость, но слишком поздно сообщил об этом командиру. В 300 метрах от БПРМ авиалайнер снизился уже настолько, что стойками шасси последовательно врезался в 6 опор огней приближения. Далее левая стойка шасси на высоте 5—6 метров врезалась в здание БПРМ и разрушила его, при этом сама отделилась от самолёта. Авиалайнер от удара развернуло влево, он перелетел лесополосу, зацепил левой плоскостью крыла землю и затем врезался в неё носовой частью. При этом загорелся правый двигатель.
Прибежавшие из воинской части солдаты с офицерами помогли в эвакуации пассажиров. Всего непосредственно на месте были тяжело ранены штурман Тимошин и штурман-стажёр Бахмут, а остальные члены экипажа и 2 пассажира — легко ранены. Позже в больнице через 3 часа от полученных травм штурман скончался. Огонь с горящего двигателя перекинулся на остальной самолёт и тот полностью сгорел.

## Причины
1. Недопустимое снижение самолёта в зоне ливневых осадков под грозовым облаком между ДПРМ и БПРМ. Снижение вызвано воздействием на самолёт нисходящих потоков в ливневых осадках с одновременным уменьшением скорости до недопустимых пределов при стремлении КВС выдерживать глиссаду без увеличения оборотов двигателей.
2. Несвоевременное предупреждение командира экипажа вторым пилотом о значительном уменьшении скорости и запоздалое увеличение режима работы двигателей усугубило положение и явилось следствием нечеткого взаимодействия членов экипажа в сложных условиях.

Сопутствующие факторы:
1. Неудовлетворительное метеообеспечение со стороны АМСГ, выразившееся в выдаче некачественного прогноза — с отсутствием штормового предупреждения о грозовой деятельности в районе аэропорта, и плохое взаимодействие между АМСГ и службой движения.
2. Неудовлетворительная организация руководства полётом со старта и плохая организация взаимодействия с АМСГ, в результате чего отсутствовало наблюдение за фактической погодой непосредственно на старте.

— 